# Glossina schwetzi
Glossina schwetzi är en tvåvingeart som beskrevs av Robert Newstead och Evans 1921. Glossina schwetzi ingår i släktet tsetseflugor, och familjen Glossinidae. Inga underarter finns listade i Catalogue of Life.